# Shuifu
Shuifu är ett härad som lyder under Zhaotongs stad på prefekturnivå i Yunnan-provinsen i sydvästra Kina.